# 前84年
| 千纪： | 前1千纪 |
| 世纪： | 前2世纪 \| 前1世纪 \| 1世纪                                                                                |
| 年代： | 前110年代 \| 前100年代 \| 前90年代 \| 前80年代 \| 前70年代 \| 前60年代 \| 前50年代                         |
| 年份： | 前89年 \| 前88年 \| 前87年 \| 前86年 \| 前85年 \| 前84年 \| 前83年 \| 前82年 \| 前81年 \| 前80年 \| 前79年 |
| 纪年： | 西汉始元三年                                                                                               |

## 大事记
- 二月，有彗星出现在西北天空
- 十一月初一，中国出现日食
- 西汉左将军上官桀的儿子上官安为骑都尉，上官安的女儿为婕妤。

## 出生
- 苏雷纳
- 段会宗

## 逝世
- 安條克十二世
- 刘庆，汉景帝的孙子，第一代六安王